# Bakhtīārān
Bakhtīārān (persiska: بختیاران) är en ort i Iran.   Den ligger i provinsen Västazarbaijan, i den nordvästra delen av landet, 600 km nordväst om huvudstaden Teheran. Bakhtīārān ligger 1 194 meter över havet och antalet invånare är 285.
Terrängen runt Bakhtīārān är kuperad åt sydväst, men åt nordost är den platt.Runt Bakhtīārān är det ganska tätbefolkat, med 75 invånare per kvadratkilometer. Närmaste större samhälle är Khvoy, 14,5 km nordost om Bakhtīārān. Trakten runt Bakhtīārān består i huvudsak av gräsmarker.